# Rudolf von Versen
Rudolf Ernst Wilhelm von Versen (* 16. März 1829 in Krampe, Kreis Fürstenthum; † 17. September 1894 in Bublitz) war ein deutscher Rittergutsbesitzer und Verwaltungsbeamter.

## Herkunft
Seine Eltern waren Heinrich Friedrich Ludwig Christoph von Versen (* 21. April 1791; † 18. November 1863) und dessen zweite Ehefrau Ulrike Juliane Amalie von Kameke (* 18. November 1803; † 18. März 1880).

## Leben
Nach dem Besuch des Gymnasiums in Köslin studierte Rudolf von Versen Rechtswissenschaft und Kameralwissenschaft an der Friedrichs-Universität Halle und der Friedrich-Wilhelms-Universität zu Berlin. 1849 wurde er im Corps Borussia Halle recipiert. Als Einjährig-Freiwilliger diente er beim Husaren-Regiment „Fürst Blücher von Wahlstatt“ (Pommersches) Nr. 5. Er wurde Landwehroffizier beim Dragoner-Regiment „Freiherr von Derfflinger“ (Neumärkisches) Nr. 3. Von Versen wurde als Regierungsreferendar bei der Regierung in Köslin tätig. Nach seiner Heirat mit Helene von Versen zu Beginn des Jahres 1859 quittierte er den Staatsdienst Er übernahm das Lehngut Krampe und kaufte das Gut Koppelberg, die er seither bewirtschaftete. Im Deutsch-Französischen Krieg meldete er sich als Freiwilliger. Er diente als Offizier in der Garnison-Schwadron des Neumärkischen Dragoner-Regiments, die Garnisonsdienst in Kolberg leistete. Er war Kreisdeputierter und von 1887 bis 1893 Landrat des Kreises Bublitz. Er war Ritter des Johanniterordens.

## Familie
Er heiratete am 5. Januar 1859 Helene Beatrice Julie Virginie Rosamunde von Versen (* 18. Oktober 1832). Das Paar hatte mehrere Kinder:
- Rudolf Ernst Louis Leopold Lorenz (* 12. Februar 1860; † 28. Juni 1887), preußischer Leutnant
- Ulrich Ernst Friedrich Karl (* 2. Februar 1861; † 1906), deutscher Konsul in Saloniki[5][6]